# تک‌گویی‌های کودکان
تک‌گویی‌های کودکان (انگلیسی: The Children's Monologues) یک اجرای تئاتر بود که در ۱۴ نوامبر ۲۰۱۰ در اولد ویک و در ۲۵ اکتبر ۲۰۱۵ در تئاتر رویال کورت برگزار شد. داستان این اجرا شامل اقتباس از تجربیات دست اول کودکان در آفریقای جنوبی است که توسط بازیگرانی مانند بن کینگزلی، بندیکت کامبربچ، تام هیدلستون، کیت هرینگتون، جما آرترتون و به کارگردانی ادی ردمین بازگو و تفسیر و اجرا می‌شود.